# Zdeněk Hamřík
Zdeněk Hamřík (* 3. května 1982, Boskovice) je český folkový písničkář a kytarista, který se na české hudební scéně pohybuje od roku 1998.

## Život a kariéra
Je žákem kytaristy Miloše Dvořáčka. Několik let vystupoval společně s klavíristou a percusistou Pavlem Kunčarem, s nímž v roce 2006 natočil své první demo CD. Dlouhodobě spolupracuje s písničkářem Petrem Rímským, u kterého absolvoval v roce 2004 kytarovou školu, na níž od roku 2006 vyučuje. V roce 2006 spolu natočili ve spolupráci s TV Óčko klip ke Zdeňkově písni Vlaštovky.
Zdeněk Hamřík hrál na řadě festivalů (Porta, Zahrada a Mohelnický dostavník) i jednotlivých koncertů, v roce 2003 vystoupil jako host na jarním turné Věry Martinové. Byl hostem pořadů Českého rozhlasu Olomouc (Živě, Větrník), rádia Proglas (Jak se vám líbí) nebo TV Óčko (silvestrovský Hydepark).
V roce 2009 zvítězil v Českém národním finále 42. ročníku folkového a country festivalu Porta v Řevnicích u Prahy.
Je absolventem oboru rekreologie na Fakultě tělesné kultury Univerzity Palackého v Olomouci, kde také v roce 2013 získal doktorský titul Ph.D. Odborně se věnuje problematice volného času, zdravého a aktivního životního stylu a tvorbou politik a strategií podpory pohybové aktivity na národní a komunální úrovni.

## Diskografie
- Zdeněk Hamřík a hosté: Demo 2006

1. Večer červencový
2. Vlaštovky
3. Klapy klap
4. Sluníčko
5. Labutě
6. Vlak